# Cervonîi Kut, Hadeaci
Cervonîi Kut (în ucraineană Червоний Кут) este un sat în comuna Sarî din raionul Hadeaci, regiunea Poltava, Ucraina.

## Demografie
Componența lingvistică a localității Cervonîi Kut
     Ucraineană (97,64%)
     Rusă (2,36%)
Conform recensământului din 2001, majoritatea populației localității Cervonîi Kut era vorbitoare de ucraineană (97,64%), existând în minoritate și vorbitori de rusă (2,36%).